# Взрыв на берлинской дискотеке «Ла Белль»
Взрыв на берлинской дискотеке «Ла Белль» (La Belle), расположенной на Хауптштрассе 78 в районе Фриденау, произошёл в субботу 5 апреля 1986 года. Он унёс жизни двух американских военнослужащих и 29-летней турецкой официантки Нермин Ханнай.
Правительство США обвинило Ливию в организации теракта. Десять дней спустя президент США Рональд Рейган отдал приказ нанести удары по Триполи и Бенгази в Ливии. В 2001 году после четырехлетнего процесса, cуд установил, что взрыв был спланирован сотрудниками ливийской разведки и посольства Ливии в Восточном Берлине, но не нашёл доказательств прямой ответственности Муаммара Каддафи к теракту. Двое исполнителей теракта были приговорены к 14 годам, а ещё двое к 12 годам тюремного заключения.

## Предыстория
Бомбардировка произошла в период обострения напряженности между Соединенными Штатами и Ливийcкой джамахирией. Эта напряженность резко обострилась в начале 1986 года, когда американские самолёты совершали полеты над заливом Сидра в Средиземном море, который Муаммар Каддафи объявил территориальными водами Ливии. Ливийские войска стреляли в пролетающие американские самолеты. 24 марта 1986 года в заливе Сидра произошло столкновение американских и ливийских войск, в результате которого были потоплены четыре ливийских катера.

## Теракт
Местом взрыва была дискотека La Belle, которая, как известно, была популярным местом для отдыха американских солдат в Западной Германии.
Бомба, заложенная под стол возле будки диджея, взорвалась в 01:45 по центральноевропейскому времени. Взрыв разрушил большую часть пола, в результате чего многие упали в подвал под танцполом.

## Жертвы
21-летний сержант Кеннет Форд и 29-летняя официантка Нермин Ханнай погибли на месте. 25-летний сержант Джеймс Гойнс умер позднее в больнице. 30 человек получили тяжёлые ранения. В общей сложности пострадали почти 300 человек.

## Расследование и суд
В своём телеобращении президент США Рональд Рейган заявил, что американские разведслужбы перехватили серию сообщений, отправленных по дипломатическим каналам из Триполи в ливийское посольство в Восточном Берлине и обратно. Содержимое этих сообщений, по словам Рейгана, было основным доказательством того, что за организацией теракта стояли ливийские спецслужбы. В 2020 году газета The Washington Post сообщила, что ливийцы использовали шифровальную аппаратуру компании Crypto AG, подтвердив версию о причастности Ливии к теракту.
После объединения Германии архивы Штази в Восточной Германии стали доступны, что привело к объявлению в розыск сотрудника посольства Ливии в Восточном Берлина Мусбаха Абулгасема Этера, которому впоследствии было предъявлено обвинение в подстрекательстве к покушению на убийство.
Мусбах Абулгасем Этер и еще четверо подозреваемых были арестованы в 1996 году в Ливане, Италии, Греции и Берлине и через год предстали перед судом. В результате четырёхлетнего судебного процесса в Германии, завершившегося в 2001 году, было установлено, что взрыв был спланирован ливийской разведкой и посольством Ливии. Суд признал виновными четырёх человек, подозреваемых в причастности к нападению. Среди осуждённых – гражданка Германии, Верене Ханаа, которая пронесла бомбу на диксотеку и была признана виновной в трёх убийствах. Она избежала пожизненного заключения благодаря заключению врачей, диагностировавших у неё депрессию. В результате суд приговорил её к 14 годам лишения свободы.
Вместе с ней были осуждены палестинец Али Ханаа, бывший муж Верены, гражданин Ливии Абулгасем Этер и палестинец Ясер Храйди. Храйди получил 14 лет лишения свободы, тогда как Этер и Али Ханаа были приговорены к 12 годам заключения. Пятая обвиняемая, Андреа Хойслер, которая сопровождала Верену Ханаа в клуб, была оправдана после того, как обвинение не смогло доказать, что она знала о том, что бомба, использованная при нападении, находилась в сумке.

### Компенсации
10 августа 2004 года Ливия подписала соглашение о выплате компенсации в размере 35 миллионов долларов лицам, не являющимся гражданами США. В октябре 2008 года Ливия перечислила компенсации родственникам американских граждан, пострадавших при взрыве, вместе с компенсациями за погибших в результате теракта над Локерби и теракта над Тенере, которые также были организованы ливийскими спецслужбами.

### Альтернативные версии
Виктор Островский, бывший агент Моссад, в своей книге «Обратная сторона обмана» сомневался в причастности Ливии к теракту. Он выдвигал гипотезу, что сообщения, якобы указывавшие на Ливию, на самом деле могли быть инсценированы самим Моссадом с использованием специального оборудования. Островский отмечал, что стиль этих сообщений подозрительно напоминал внутренние доклады Моссада, а времени до теракта было достаточно, чтобы его предотвратить, если бы информация была достоверной.